# Dipòsits de gas d'Horta
Els dipòsits de gas d'Horta, anomenats popularment els Ous d'en Porcioles, eren dos grans dipòsits esfèrics construïts el 1967 per Catalana de Gas i Electricitat a la serra de Collserola, prop del barri de la Font del Gos, a Horta (Barcelona).

## Història i descripció
Van ser construïts per a regular la pressió del subministrament de gas natural a la ciutat, en substitució del gas ciutat. Els 2 dipòsits, de 30 m de diàmetre, eren de planxa d'acer de 36 mm de gruix. Malgrat les queixes i manifestacions en contra per part dels veïns i associacions ecològiques, tant pel risc que suposava la seva proximitat als habitatges, com pel fet d'estar construïts dins del parc forestal, l'alcalde Porcioles va decidir instal·lar-los, i d'aquí li ve el nom popular.
El 1986 van deixar de funcionar, però van romandre al lloc, amb projectes de construir-hi un restaurant o una discoteca, fins que el 1990 l'Ajuntament de Barcelona va decidir desmantellar-los. Tasques que van començar el 1991 i van durar 10 anys. El 2001, al solar es va construir una cotxera d'autobusos soterrada. A la coberta de les cotxeres s'hi va construir el parc de Xavier Montsalvatge.